# Rush Rush
Rush Rush – piosenka i pierwszy singel z drugiego albumu amerykańskiej piosenkarki Pauli Abdul, zatytułowanego Spellbound. Została napisana przez Petera Lorda, który wraz z Vernonem Jeffreyem Smithem był także odpowiedzialny za produkcję piosenki. Osiągnęła duży sukces w Stanach Zjednoczonych, docierając do pierwszego miejsca listy Billboard Hot 100. Był to jej piąty singel, który tego dokonał.

## Informacje
Stylistycznie, piosenka różniła się od poprzednich dokonań Abdul. Była to pierwsza ballada wydana w formie singla, w odróżnieniu od tanecznych utworów z jej debiutanckiej płyty. Piosenkarka, po usłyszeniu dema w 1990 roku, bardzo chciała, aby to ta piosenka jako pierwsza promowała album. Jesienią 1990 roku Abdul nagrała śpiew do tego utworu, który nie był brany pod uwagę podczas miksowania. Jednakże producenci uznali, że właśnie ta pierwotna, nieoszlifowana wersja śpiewu nada piosence charakterystyczny ton. Produkcja zakończyła się w marcu 1991 roku.

## Teledysk
Teledysk przedstawia wyścig samochodowy. Główną rolę, poza wokalistką, grał Keanu Reeves. Wideoklip był inspirowany filmem Buntownik bez powodu z 1955 roku, i prezentuje podobny scenariusz. Teledysk został wyreżyserowany przez Stefana Würnitzera, jego produkcja miała miejsce w kwietniu 1991 roku.

## Listy przebojów
Piosenka zadebiutowała na 36 miejscu na amerykańskiej liście przebojów 11 maja 1991 roku. Po pięciu tygodniach zajęła pierwsze miejsce, utrzymując się na nim przez pięć tygodni. Był to najdłuższy pobyt na szczycie listy od singla Madonny „Like a Virgin”, który spędził tam sześć tygodni w latach 1984–1985. „Rush Rush” zajęła szóste miejsce na UK Singles Chart.

## Lista utworów
Stany Zjednoczone – (kaseta)
1. „Rush Rush” (7" edit) – 4:22
2. „Rush Rush” (dub mix) – 5:54

Stany Zjednoczone – 5" CD
1. „Rush Rush” (LP version) – 4:56
2. „Rush Rush” (7" edit) – 4:22
3. „Rush Rush” (dub mix) – 5:54

Wielka Brytania – 5" CD
1. „Rush Rush” (LP version) – 4:56
2. „Rush Rush” (7" edit) – 4:22
3. „Rush Rush” (dub mix) – 5:54

## Remiksy
- 7" edit – 4:22
- Dub mix – 5:54
- Dub edit – 4:59

## Pozycje na listach przebojów
| Lista (1991)                      | Najwyższa pozycja |
| --------------------------------- | ----------------- |
| Australian ARIA Singles Chart     | 2                 |
| Austrian Singles Chart            | 23                |
| Canada RPM Top Singles            | 1                 |
| Dutch Top 40                      | 9                 |
| French SNEP Singles Chart         | 24                |
| Irish Singles Chart               | 11                |
| LP3                               | 1                 |
| New Zealand RIANZ Singles Chart   | 7                 |
| Media Control Charts (Niemcy)     | 12                |
| VG-Lista (Norwegia)               | 9                 |
| Swedish Singles Chart             | 7                 |
| UK Singles Chart                  | 6                 |
| U.S. Billboard Hot 100            | 1                 |
| U.S. Billboard Adult Contemporary | 1                 |
| U.S. Billboard Hot R&B Singles    | 20                |

| Lista (1991)             | Pozycja |
| ------------------------ | ------- |
| Australian Singles Chart | 19      |
| Dutch Top 40             | 50      |
| U.S. Billboard Hot 100   | 4       |

| Lista (1990-1999)      | Pozycja |
| ---------------------- | ------- |
| U.S. Billboard Hot 100 | 64      |

## Certyfikaty i sprzedaż
| Kraj                     | Certyfikat      | Sprzedaż   |
| ------------------------ | --------------- | ---------- |
| Australia (ARIA)         | złota płyta     | 35 000+    |
| Stany Zjednoczone (RIAA) | platynowa płyta | 1 000 000+ |
| Szwecja (GLF)            | złota płyta     | 25 000+    |